# Dimitri Mitropoulos
Dimitri Mitropoulos (řecky Δημήτρης Μητρόπουλος, Dimitris Mitropulos; 1. března 1896 Athény – 2. listopadu 1960 Milán) byl řeckoamerický dirigent, hudební skladatel a klavírista. Studoval v Athénách a Bruselu, mimo jiné u Ferruccia Busoniho. Působil nejdříve v Německu a Řecku, roku 1936 odešel do USA, zde získal roku 1946 občanství. V letech 1937 až 1949 byl šéfdirigentem Minneapoliského symfonického orchestru. Pak pracoval s Newyorskou filharmonií, jejímž uměleckým ředitelem byl v letech 1951 až 1957. V letech 1954 až 1960 také pravidelně jako host dirigoval v Metropolitní opeře.
Mitropoulos byl uznávaným interpretem děl Gustava Mahlera a americké hudby a prosazoval uvádění děl moderní vážné hudby. Jako skladatel vytvořil řadu děl pro orchestr a sólový klavír, také aranžoval díla J. S. Bacha pro orchestr.